# Ratolí (peix)
El ratolí (Nezumia aequalis) és una espècie de peix de la família dels macrúrids i de l'ordre dels gadiformes.

## Morfologia
- Els mascles poden assolir 36 cm de llargària total.[6][7]

## Alimentació
Menja animals pelàgics i bentònics: amfípodes, gambetes, copèpodes, isòpodes, misidacis, ostracodes i poliquets.

## Depredadors
És depredat a Namíbia per Merluccius capensis i Merluccius paradoxus, mentre que als Estats Units ho és per Merluccius albidus.

## Hàbitat
És un peix bentopelàgic que viu entre 200-2320 m de fondària (normalment, entre 200 - 1000 m).

## Distribució geogràfica
Es troba a l'Atlàntic oriental (des de les illes Fèroe fins al Mediterrani i el nord d'Angola) i a l'Atlàntic occidental (des de l'Estret de Davis fins al nord del Brasil).

## Longevitat
Arriba a viure 9 anys.